# Метрологічна відмова
Метрологічна відмова (англ. metrological failure) – вихід метрологічної характеристики засобу вимірювальної техніки за встановлені границі. 
Метрологічну відмову не слід плутати з поломкою засобу вимірювальної техніки, коли він втрачає свою функціональність. На відміну від поломки метрологічні відмови, як правило, ніяким чином не впливають на функціональність  засобу, однак вони особливо  небезпечні. Засіб вимірювальної техніки з метрологічною відмовою є фактично непридатним до застосування, однак часто його продовжують експлуатувати, оскільки метрологічна відмова залишається невиявленою, тобто є прихованою. Це призводить до отримання недостовірних результатів вимірювань. 
Експлуатація засобів вимірювальної техніки з метрологічними відмовами є неприпустимою, оскільки наслідком цього можуть бути через недостовірні результати вимірювання матеріальні втрати, а іноді може бути нанесена шкода життю чи здоров'ю людей. Тому важливим є вчасне виявлення таких засобів.   
В Україні для виявлення прихованих метрологічних відмов в сфері законодавчо регульованої метрології в експлуатації проводиться періодична повірка засобів вимірювальної техніки.  Засоби, метрологічні характеристики яких не відповідають встановленим нормованим значенням, бракуються та їх використання забороняється з відповідним документальним оформленням (видається довідка про непридатність та/або гаситься повірочне тавро), поки вони не будуть приведені до стану метрологічної справності. Приховані метрологічні відмови також можуть бути виявлені за результатами калібрування, проведення спеціальних контрольних вимірювань або міжлабораторних порівнянь.